# David Pacher
David Pacher (5 de septiembre de 1816-29 de mayo de 1902) fue un clérigo, pteridólogo, botánico austríaco.

## Biografía
Estudió teología en el Seminario de Klagenfurt, recibiendo su ordenación en julio de 1840. A continuación, sirvió como clérigo en varias localidades por Carintia. A comienzos de 1862, fue pastor en la comuna de Tiffen, y en 1872 fue nombrado deán y participó en el primer consistorio episcopal en Obervellach.
Con Markus von Jabornegg (1837-1910), fue autor de Flora von Kärnten, sobre la flora de Carintia, en tres partes (1881-1894). Plants with the specific epithet of pacheri are named in his honor.

## Algunas publicaciones
- david Pacher. 1894. Nachträge zur Flora von Kärnten. Editor Kleinmayr, 235 pp.
- ----------------, markus freiherr von j.-Gamsenegg, gustav a. Zwanziger. 1887. Flora von Kärnten. Vol. 2. Edición reimpresa de Druck von F. v. Kleinmayr
- ----------------, ------------------------, --------------------. 1884. Dicotyledones. Vol. 1 de Flora von Kärnten. Editor Kleinmayr, 353 pp.
- ----------------, ------------------------,---------------------. 1881. Gefässpflanzen: 1. Abt. Akotyledones, Monokotyledones. Vol. 1, Parte 1 de Flora von Kärnten. Ed. Kleinmayr, 353 pp.

## Eponimia
- (Asteraceae) Hieracium pacheri Sch.Bip. ex Pacher[5]
- (Brassicaceae) Draba pacheri Dalla Torre & Sarnth.[6]
- (Primulaceae) Androsace pacheri Leyb.[7]
- (Ranunculaceae) Ranunculus pacheri Dalla Torre[8]
- (Rosaceae) Rosa pacheri J.B.Keller[9]
- (Saxifragaceae) Saxifraga × pacheriana Wiesb.[10]
- (Scrophulariaceae) Veronica × pacheri Prohaska[11]
- (Violaceae) Viola × pacheri Wiesb.[12]